# Сведочанства (1952)
Сведочанства је часопис који је 1952. године излазио у Београду, сваке друге суботе, под уредништвом Александра Вуча. Часопис је био широке оријентације, укључујући књижевност, уметност, политику, научни и друштвени живот.
Часопис је у свом првом броју најавио да „ће се залагати да критички и теоретски осветљавају све оне проблеме који се, у свакодневној пракси изградње нашег културног живота и наше уметничке оријентације, јављају пред нашим ствараоцима и пред читалачком публиком“.
У часопису су сарађивали Мирослав Крлежа, Иво Андрић, Јосип Видмар. Милан Богдановић, Исидора Секулић, Марко Ристић, Душан Матић, Ели Финци и велики број млађих аутора.
Негујући полемику и критички став према традицији и стварности Сведочанства су представљала активан прилог демократизацији, културног и посебно књижевног живота у Југославији почетком педесетих година.